# Dora Schaul

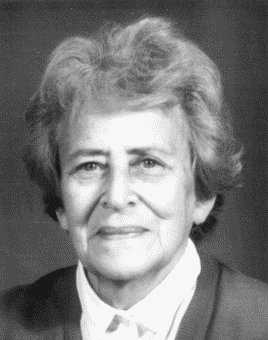
Dora Schaul

Dora Schaul (* 21. September 1913 als Dora Davidsohn in Berlin; † 8. August 1999 ebenda) war eine deutsche Antifaschistin und wirkte in der Résistance.

## Leben
Dora Davidsohn war die Tochter eines jüdischen Kaufmanns, sie besuchte die Handelsschule und arbeitete als kaufmännische Angestellte in Berlin. 1933 emigrierte sie vor den Verfolgungen des NS-Regimes nach Holland, wo sie ihren späteren Ehemann Alfred Benjamin traf, und später nach Frankreich. Zu Kriegsbeginn lebte Dora Davidsohn ohne gültige Papiere in Paris und wurde bei dem Versuch, sich bei den französischen Behörden zu melden, im Gefängnis La Petite Roquette inhaftiert. Im Oktober 1939 wurde sie als feindliche Ausländerin in das Fraueninternierungslager Rieucros im südfranzösischen Mende verbracht und im Frühjahr 1942 in das Fraueninternierungslager Brens bei Gaillac überstellt. Während der Internierung heiratete sie Alfred Benjamin.
Im Juli 1942 konnte sie – sechs Wochen vor der Deportation der Lagerinsassinnen in die Konzentrationslager – fliehen. Alfred Benjamin floh im August 1942 aus dem Arbeitslager Chanac und verunglückte tödlich bei dem Versuch, in die Schweiz zu entkommen. Dora Benjamin schloss sich der Résistance an und arbeitete mit falschen Papieren als Französin zunächst unter dem Namen Renée Gilbert, bis dieser Name zu unsicher wurde. Später war sie dann als Renée Fabre bei deutschen Dienststellen in Lyon tätig und kam dabei für die Résistance an wertvolle Informationen. 
Als Elsässerin getarnt, beschaffte sie in der Feldpost nicht nur Informationen über Truppenbewegungen. Es gelang ihr auch, eine nahezu komplette Liste der Angehörigen der Gestapo von Lyon aufzustellen. Wenige Tage später wurde diese Liste am Londoner Rundfunk in der Sendung für Frankreich verlesen. Mehrmals im Radio wiederholt, sorgte diese Sendung für große Unruhe unter Gestapoleuten in Frankreich. In Dora Schauls Liste tauchte zum ersten Mal der Name von  Klaus Barbie auf, der viel später als Angeklagter im Kriegsverbrecherprozess in Lyon um die Welt gehen sollte. An ihre Informationen knüpften die Nachkriegsermittlungen an, die 1983 zur Auslieferung Barbies von Bolivien führten. Sie nutzte ihre Kontakte zu deutschen Soldaten auch für die Verbreitung von Schriften und Flugblättern gegen den Nationalsozialismus.

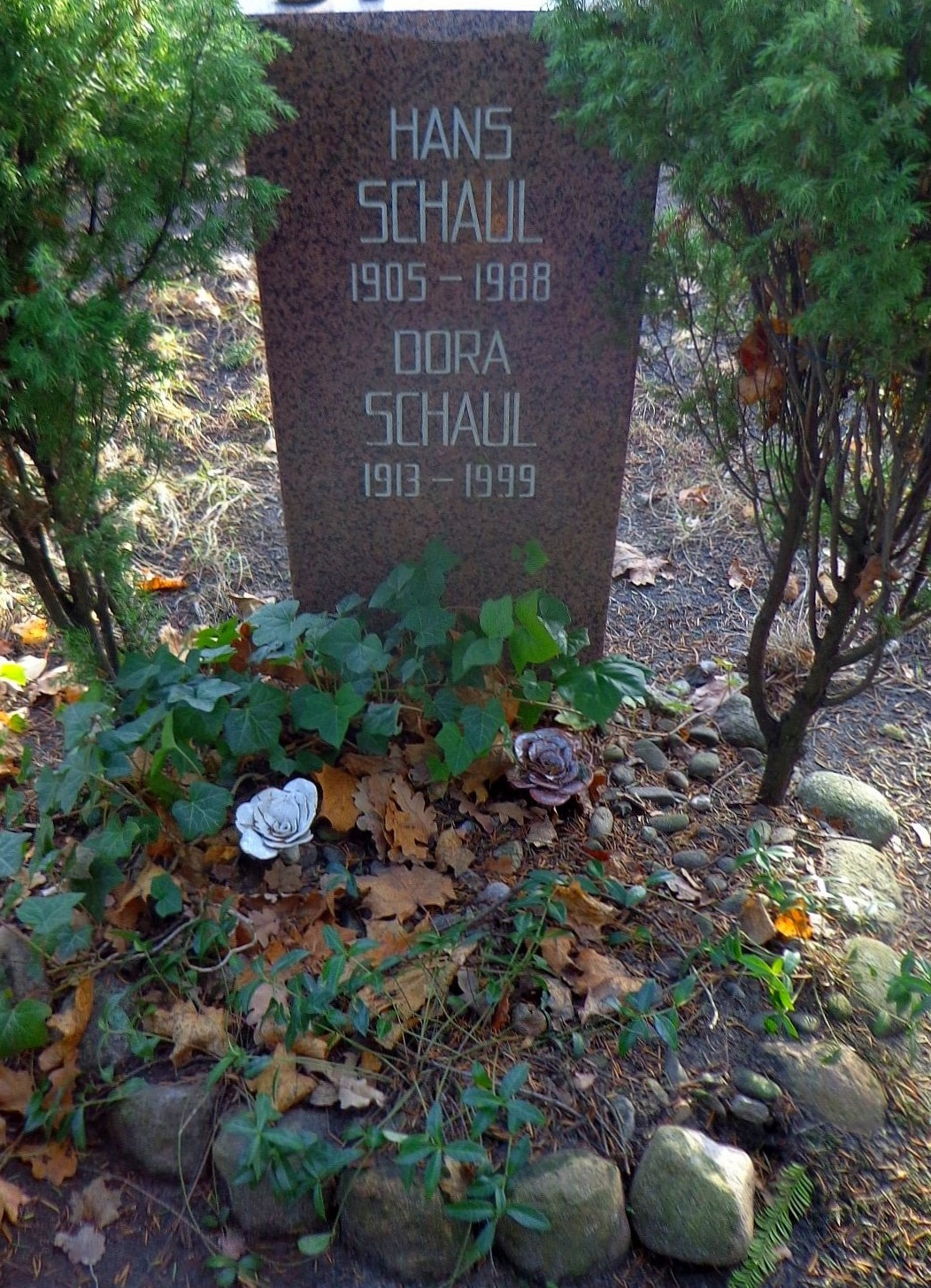
Grabstätte

Dora Benjamin, deren Eltern und Schwester 1942 deportiert und im Vernichtungslager Lublin-Majdanek ermordet wurden, erlebte das Kriegsende in Frankreich. 1946 kam sie nach Deutschland zurück und heiratete Hans Schaul, der 1941 nach seiner Internierung in Le Vernet nach Djelfa in Algerien verbracht worden war.
Dora Schaul publizierte 1973 über das Wirken deutscher Antifaschisten in der französischen Emigration und arbeitete intensiv an der Erforschung der Widerstandskämpfer gegen das NS-Regime in Berlin-Treptow. Ein besonderes Anliegen war ihr immer wieder dem Kontakt mit Treptower Schulen, wo sie den Kindern antifaschistisches Erfahrungswissen vermittelte, das vor allem auch für die Auseinandersetzung mit Neonazis diente. Dank ihres persönlichen Engagements konnte 1995 die faktenreiche Wanderausstellung „Deutsche in der Résistance“ erarbeitet werden.
Ihre Urne wurde in der Grabanlage Pergolenweg der Gedenkstätte der Sozialisten auf dem Berliner Zentralfriedhof Friedrichsfelde beigesetzt.

## Ehrungen

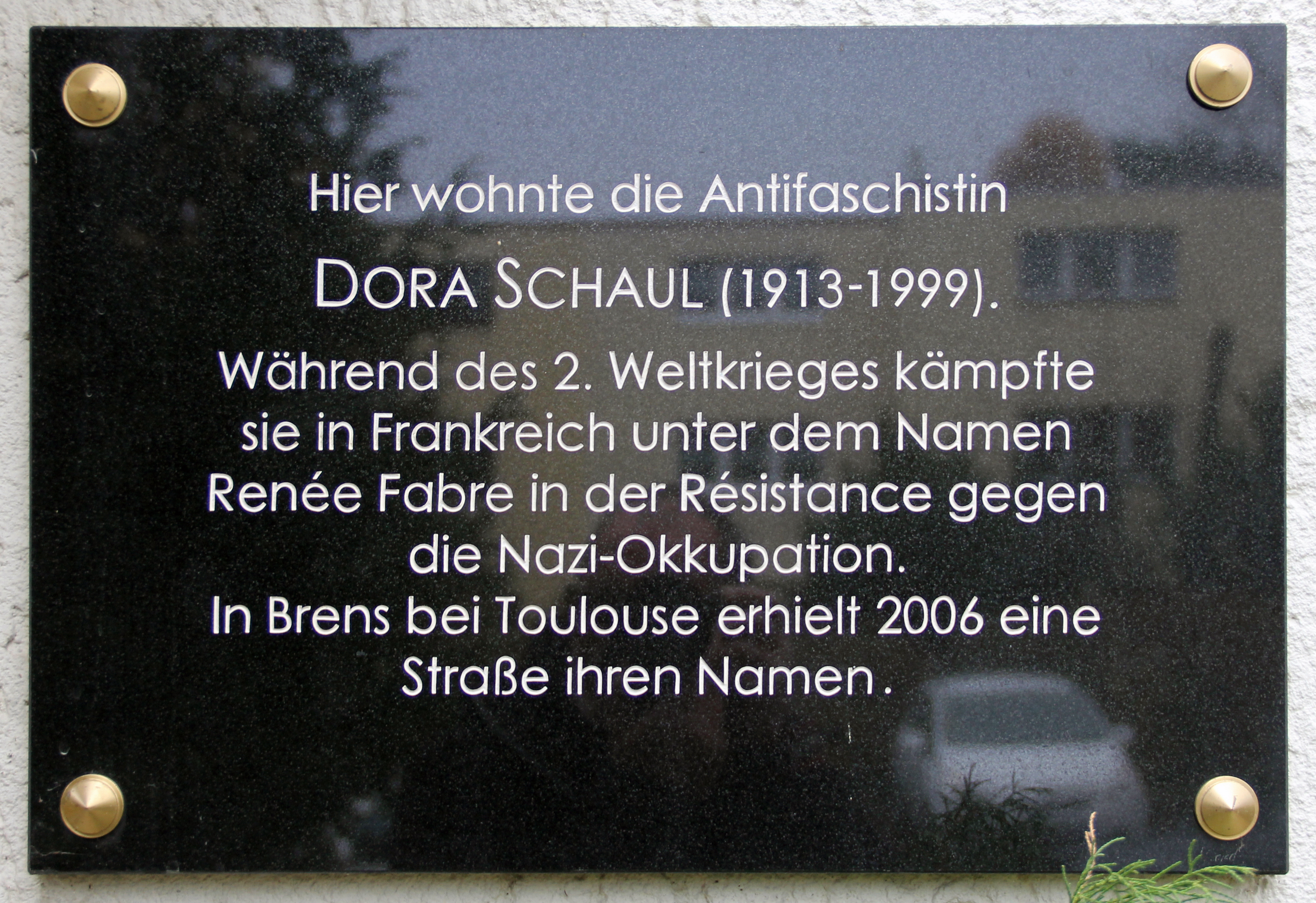
Gedenktafel am Haus, Dammweg 73, in Berlin-Plänterwald

Am 12. März 2006 wurde eine Straße in Brens nach ihr benannt. Die Route Dora Schaul führt am ehemaligen Fraueninternierungslager Brens vorbei, in dem Dora Schaul bis zu ihrer Flucht mehrere Monate zubringen musste. Peter Schaul, ihr Sohn, sagte bei diesem Anlass, es erfülle ihn mit Stolz und Genugtuung, dass es in einer Zeit, da die Vergangenheit in Vergessenheit zu geraten drohe und es Bestrebungen gebe, das Rad der Geschichte zurückzudrehen, „da eine Gemeinde in Frankreich gibt, in einem Land, das unter der Okkupation durch Deutsche gelitten hat, die eine Straße nach einer deutschen Antifaschistin benennt. Das finde ich ungewöhnlich und mutig, dafür bin ich dankbar und zusätzlich motiviert, auch meine Kräfte dafür einzusetzen, dass der faschistische Ungeist keine Chance erhält.“ Die Forscherin Sterenn Le Berre hielt bei diesem Anlass eine Rede.
Am 8. August 2009 wurde zum 10. Todestag eine Gedenktafel am letzten Wohnsitz von Dora Schaul in Berlin-Treptow-Köpenick eingeweiht. Die Inschrift der Gedenktafel lautet: „Hier wohnte die Antifaschistin DORA SCHAUL (1913–1999). Während des Zweiten Weltkrieges kämpfte sie in Frankreich unter dem Namen Renée Fabre in der Résistance gegen die Nazi-Okkupation. In Brens bei Toulouse erhielt 2006 eine Straße ihren Namen.“ Die Ehrung durch eine Gedenktafel geht zurück auf einen Beschluss der Bezirksverordnetenversammlung von Berlin-Treptow-Köpenick und das Engagement der lokalen Initiative von BdA – Bund der Antifaschisten Treptow e. V., Bürgerkomitee Plänterwald und ViVer – Vision und Verantwortung e. V. Der Vorsteher der Bezirksverordnetenversammlung von Berlin-Treptow-Köpenick Siegfried Stock sowie die Bezirksverordneten Oliver Igel (SPD) und Dr. Hans Erxleben (Die Linke) hielten eine Rede. Sterenn Le Berre referierte wie bereits 2006 in Brens über das Leben und die Person Dora Schaul.

## Schriften (Auswahl)
- Résistance – Erinnerungen deutscher Angehöriger der französischen Résistance und der Bewegung »Freies Deutschland« für den Westen. Dietz Verlag, Berlin 1973/Röderberg-Verlag, Frankfurt/M. 1975 DNB.
- Arbeitersportler im antifaschistischen Widerstandskampf in Berlin-Treptow. Komitee der Antifaschistischen Widerstandskämpfer der DDR – Stadtbezirk Berlin-Treptow, Berlin 1979.